# Phaidros (Athener)
Phaidros (altgriechisch Φαῖδρος Phaídros, auch Phaidros von Myrrhinous genannt; * um die Mitte des 5. Jahrhunderts v. Chr.; † spätestens 393 v. Chr.) war ein Athener, der zum Freundeskreis des Philosophen Sokrates gehörte und sich an philosophischen Debatten beteiligte. Nach ihm benannte Sokrates’ Schüler Platon seinen literarisch gestalteten Dialog Phaidros, in dem Phaidros ein fiktives philosophisches Gespräch mit Sokrates führt.

## Leben
Phaidros stammte aus dem attischen Demos Myrrhinous, sein Vater hieß Pythokles. Ansonsten ist über seine Vorfahren nichts bekannt. Die ungefähre Datierung seiner Geburt ergibt sich aus seinem Auftreten in Platons Dialog Protagoras, dessen Handlung um 433/432 spielt.
Phaidros gehörte zu den philosophisch interessierten Athenern, die sich an den von Sokrates angeregten Erkenntnisbemühungen beteiligten. Er war mit dem Arzt Akumenos und dessen Sohn Eryximachos, der ebenfalls Arzt war, befreundet. Die beiden Ärzte zählten ebenso wie Phaidros zum Umkreis des Sokrates. Platon berichtet, Akumenos habe Phaidros den Rat erteilt, Spaziergänge auf Wegen außerhalb der Stadt zu unternehmen, denn das sei weniger ermüdend als das Umhergehen in den Wandelhallen. Sokrates habe dieser Ansicht zugestimmt.
Im Jahr 415 kam es in Athen zu Skandalen, die das politische Leben der Stadt erschütterten. Junge Männer hatten in Privathäusern die Mysterien von Eleusis parodierend nachgeahmt und dadurch profaniert. Das wurde als schweres Verbrechen gegen die Religion strafrechtlich verfolgt. Phaidros und Akumenos wurden zusammen mit einer Anzahl weiterer Personen der Beteiligung an dem Religionsfrevel beschuldigt. Der Denunziant war ein Metöke namens Teukros. Die beiden Freunde des Sokrates warteten ebenso wie andere Tatverdächtige ein Gerichtsverfahren nicht ab, sondern flohen ins Exil. Die Verurteilung des Phaidros ist auch inschriftlich bezeugt. Die Geflohenen wurden in Abwesenheit für schuldig erklärt, ihr Besitz wurde konfisziert. Später wurden die Verurteilten jedoch amnestiert. Phaidros kehrte spätestens 404 zurück.
Phaidros' Ehefrau war mütterlicherseits eine Enkelin des athenischen Feldherrn Xenophon, der am Anfang des Peloponnesischen Krieges an der Belagerung von Potidaia teilnahm und 429 bei Spartolos fiel. Außerdem war sie eine Cousine ihres Gatten, den sie spätestens 404 heiratete.
Nach dem frühen Tode des Phaidros, der spätestens 393 starb, heiratete seine Witwe den Athener Diplomaten Aristophanes. Im Jahr 390 scheiterte eine athenische Flottenexpedition nach Zypern, bei deren Vorbereitung Aristophanes eine maßgebliche Rolle gespielt hatte. Aristophanes wurde für die Niederlage verantwortlich gemacht und hingerichtet. Sein Besitz verfiel der Staatskasse.
Der berühmte Logograph (Gerichtsredenschreiber) Lysias erwähnte Phaidros in der Rede Über das Vermögen des Aristophanes, die er für den nicht namentlich genannten Schwager des Aristophanes schrieb. In dem Prozess ging es um das vom Staat beanspruchte Vermögen des hingerichteten Aristophanes. Die Anklage richtete sich gegen dessen Schwager, der verdächtigt wurde, einen Teil des Besitzes zu verstecken und sich damit Staatseigentum angeeignet zu haben. In der Rede wird berichtet, Phaidros habe schon vor seiner Heirat unverschuldet einen Vermögensverlust erlitten und habe dann anlässlich der Eheschließung von seinem Schwiegervater, der zugleich sein Onkel war, eine Mitgift in Höhe von 40 Minen erhalten. Offenbar war der Onkel sehr reich. Bei dem Vermögensverlust handelt es sich vermutlich um die Enteignung wegen des Mysterienfrevels.
Der Philosophiegeschichtsschreiber Diogenes Laertios erwähnt ein Gerücht, dem zufolge zwischen Phaidros und Platon eine erotische Beziehung bestand, die unglücklich endete. Als Beleg dafür galt ein angeblich von Platon verfasstes Epigramm, das Diogenes zitiert. Dort wird Phaidros namentlich genannt. Das Epigramm wird jedoch in der modernen Forschung zumeist als unecht angesehen; außerdem kann ein anderer, wesentlich jüngerer Phaidros gemeint sein. Die nur fragmentarisch erhaltene Komödie Phaidros, die der Komödiendichter Alexis schrieb, handelte wohl von einem anderen Phaidros.

## Rolle in Dialogen Platons

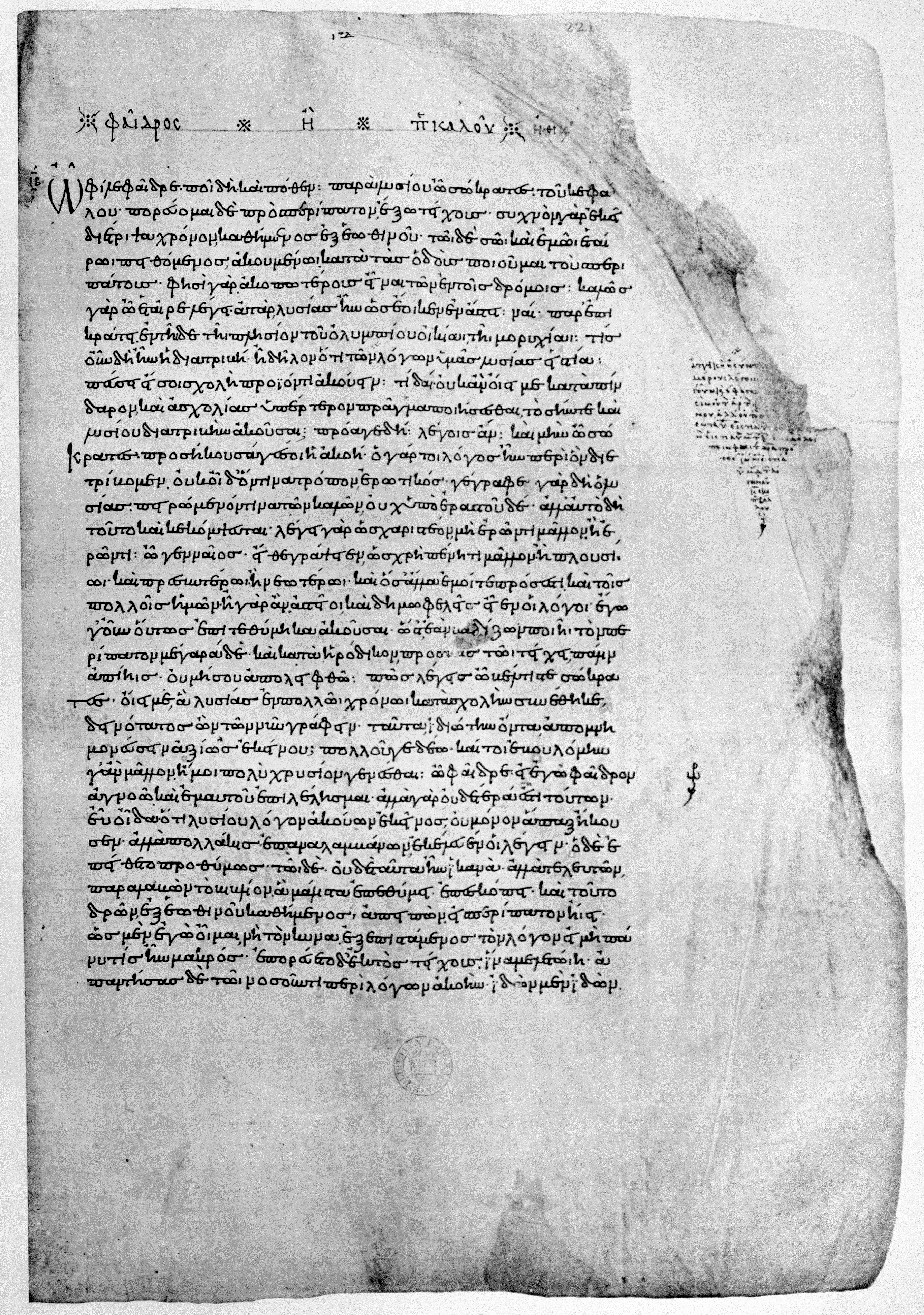
Der Anfang des Dialogs Phaidros in der ältesten erhaltenen mittelalterlichen Handschrift, dem 895 geschriebenen Codex Clarkianus

Platon hat einen seiner Dialoge nach Phaidros benannt. Im Phaidros ist die Titelfigur der einzige Gesprächspartner des Sokrates. Erörtert werden zunächst Fragen, die mit der Liebesleidenschaft zusammenhängen. Diese Leidenschaft wird als eine von vier Arten göttlichen Wahnsinns bestimmt. Auch die Unsterblichkeit der Seele kommt zur Sprache. Später wendet sich das Gespräch einer kritischen Reflexion über die Rhetorik und deren Verhältnis zum Wissen zu. Dabei geht es um die Frage, wie man aus philosophischer Sicht von der Überzeugungskunst einen richtigen Gebrauch macht und sie in den Dienst der Wahrheitsfindung stellt.
In Platons berühmtem Dialog Symposion ist Phaidros einer der Gesprächspartner. Er tritt dort als erster der Redner auf, die versuchen, das Wesen des Eros zu beleuchten und zu würdigen. Phaidros hält Eros für den ältesten Gott, dem die Menschheit die größten Wohltaten verdanke, und hebt dessen inspirierende Rolle im menschlichen Leben hervor. Der erotisch Liebende werde zur Tugendhaftigkeit angeregt, da er einen vorteilhaften Eindruck von sich vermitteln wolle und da er sich vor dem Geliebten eines unwürdigen Verhaltens schäme. Nur Liebende seien bereit, für andere in den Tod zu gehen.
Im Dialog Protagoras nennt Platon Phaidros unter den Anwesenden, lässt ihn aber nicht das Wort ergreifen. In diesem Dialog, dessen Handlung um 433/432 v. Chr. spielt, findet sich der junge Phaidros unter den Hörern des Sophisten Hippias von Elis.
In Platons Darstellung zeigt der leicht beeinflussbare, zum Enthusiasmus und zu kritikloser Bewunderung neigende Phaidros eine naive Begeisterung für die Rhetorik. Mit großem Eifer nimmt er am Unterricht des Lysias teil, denn er hält diesen Rhetoriker für den besten Schriftsteller seiner Zeit. Seine Rede im Symposion lässt seine Beherrschung der Redekunst und seine gute Bildung erkennen. Er interessiert sich besonders für die Mythologie und die allegorische Interpretation von Mythen. Auffällig ist seine Besorgnis um seine Gesundheit.

## Moderne Rezeption
Der französische Schriftsteller und Philosoph Paul Valéry veröffentlichte 1923 zwei Dialoge, L’âme et la danse („Die Seele und der Tanz“) und Eupalinos ou L’architecte („Eupalinos oder Der Architekt“), in denen er Gestalten aus Dialogen Platons auftreten lässt. In L’âme et la danse diskutieren im Rahmen eines Gastmahls Sokrates, Phaidros und Eryximachos über das Verhältnis von Tanz und Dichtkunst. In dem kunsttheoretischen Dialog Eupalinos ou L’architecte vergleichen Sokrates und Phaidros als Verstorbene im Totenreich künstlerische Produktivität („Bauen“) und philosophische Betätigung („Erkennen“). Sie erörtern den Unterschied zwischen den Produkten der Natur und denen des Menschen. Unter den menschlichen Erzeugnissen heben sie die künstlerisch gestalteten, die den Bereich bloßer Nützlichkeit übersteigen, hervor. Sie untersuchen die Künste, insbesondere die Architektur, unter dem Gesichtspunkt der geistigen Akte, auf denen das künstlerische Handeln beruht, und des Verhältnisses dieser Akte zum Stoff, den der Künstler formt.